# Dionysios van Korinthe
Dionysios van Korinthe was een bisschop van Korinthe omstreeks het jaar 171, van wie enkele brieffragmenten bewaard zijn. Hij wordt vereerd als heilige en kreeg een feestdag op 8 april.

## Leven en werk
De informatie over Dionysios gaat volledig terug op Eusebios van Kaisareia (Kerkgeschiedenis, 2.25 en 4.23). Eusebios kende een collectie van zeven katholieke brieven van Dionysios aan kerkgemeenten, alsook een brief die hij richtte aan een dame Chrysofora en een brief die hij ontving van bisschop Pinytos van Knossos. De enige brief waaruit Eusebios citeerde, was die aan de Romeinen. Hij was gericht aan bisschop Soter, wat toelaat Dionysios temporeel te situeren tussen 162/168 en 170/177. Zelf plaatst Eusebios hem in 171.
De eerste brief die Eusebios besprak, was die waarin Dionysios de Lakedaimoniërs onderrichtte in de rechte leer en aanmaande tot eenheid en vrede. Volgens zijn brief aan de Atheners was hun bisschop Publius onlangs de marteldood gestorven onder keizer Marcus Aurelius en was Dionysios de Areopagiet hun eerste bisschop geweest. Aan de gemeente van Nikomedia schreef hij tegen het markionisme. Zijn schrijven aan Gortyna en andere gemeenten op Kreta prees hun bisschop Filippos. In zijn brief aan Amastris en andere Pontische gemeenten ging hij in op het probleem van de "afvalligen" (lapsi). Aan Knossos schreef hij over het huwelijk en seksuele onthouding. De onbekende vrouw Chrysofora gaf hij spirituele raad.
Het meest weten we over de brief waarmee Dionysios de christenen van Rome en hun bisschop Soter bedankte voor het geven van financiële steun aan Korinthe. Daarin beweerde Dionysios dat de apostelen Petrus en Paulus in Korinthe de rechte leer hadden geplant en in Italië samen de marteldood waren gestorven. Het is een van de vroegste aanwijzingen dat de aanwezigheid van Petrus in Rome – historisch niet te staven, maar een grondslag waarop de bisschoppen van Rome hun voorrang zouden gronden – ook buiten die stad aanvaard begon te worden. Dionysios vermeldde voorts dat in zijn stad Korinthe de Eerste brief van Clemens aandachtig werd gelezen.

## Verering
Dionysios wordt erkend als heilige. In de orthodoxe traditie is hij ook een martelaar, terwijl de Romeinse traditie hem alleen kent als een belijder van het geloof. De relikwieën van Dionysios werden van Korinthe naar Rome overgebracht. In 1215 gaf paus Innocentius III relikwieën van de heilige Dionysios aan de prior van Saint-Denis, maar het is niet duidelijk of het Dionysios van Korinthe betrof dan wel Dionysios de Areopagiet.

## Voetnoten
1. ↑  George E. Demacopoulos, The Invention of Peter. Apostolic Discourse and Papal Authority in Late Antiquity, 2013, p. 16 en p. 195 n. 19. Gearchiveerd op 23 juni 2023.

- Gemeinsame Normdatei: 102391262
- Nationale Bibliotheek van Israël: 987007406956705171
- Nederlandse Thesaurus van Auteursnamen: 069915806
- Virtual International Authority File: 47152780
- WorldCat: E39PBJrKYxgqjVcYH6kq8hvvHC